# Corinaldo
Corinaldo is een gemeente in de Italiaanse provincie Ancona (regio Marche) en telt 5197 inwoners (31-12-2004). De oppervlakte bedraagt 48,3 km², de bevolkingsdichtheid is 108 inwoners per km².

## Demografie
Corinaldo telt ongeveer 1981 huishoudens. Het aantal inwoners daalde in de periode 1991-2001 met 1,3% volgens cijfers uit de tienjaarlijkse volkstellingen van ISTAT.
| Jaar | Inwoneraantal |
| ---- | ------------- |
| 1991 | 5236          |
| 2001 | 5170          |

## Geografie
Corinaldo grenst aan de volgende gemeenten: Castel Colonna, Castelleone di Suasa, Mondavio (PU), Monte Porzio (PU), Monterado, Ostra, Ostra Vetere, Ripe (AN).

## Bekende inwoners
De H. Maria Goretti werd hier geboren op 16 oktober 1890.

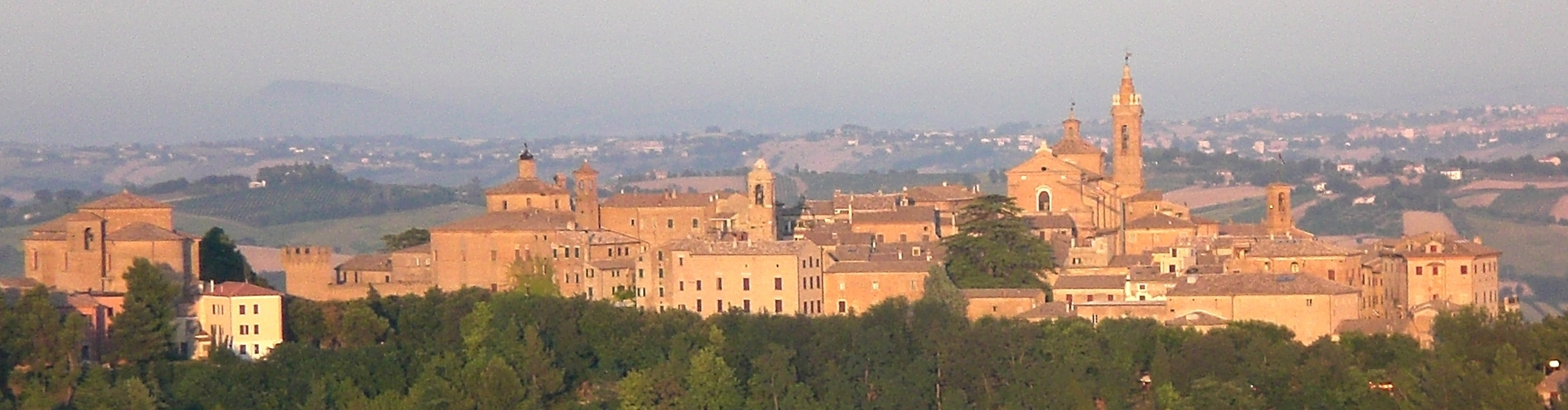
Corinaldo

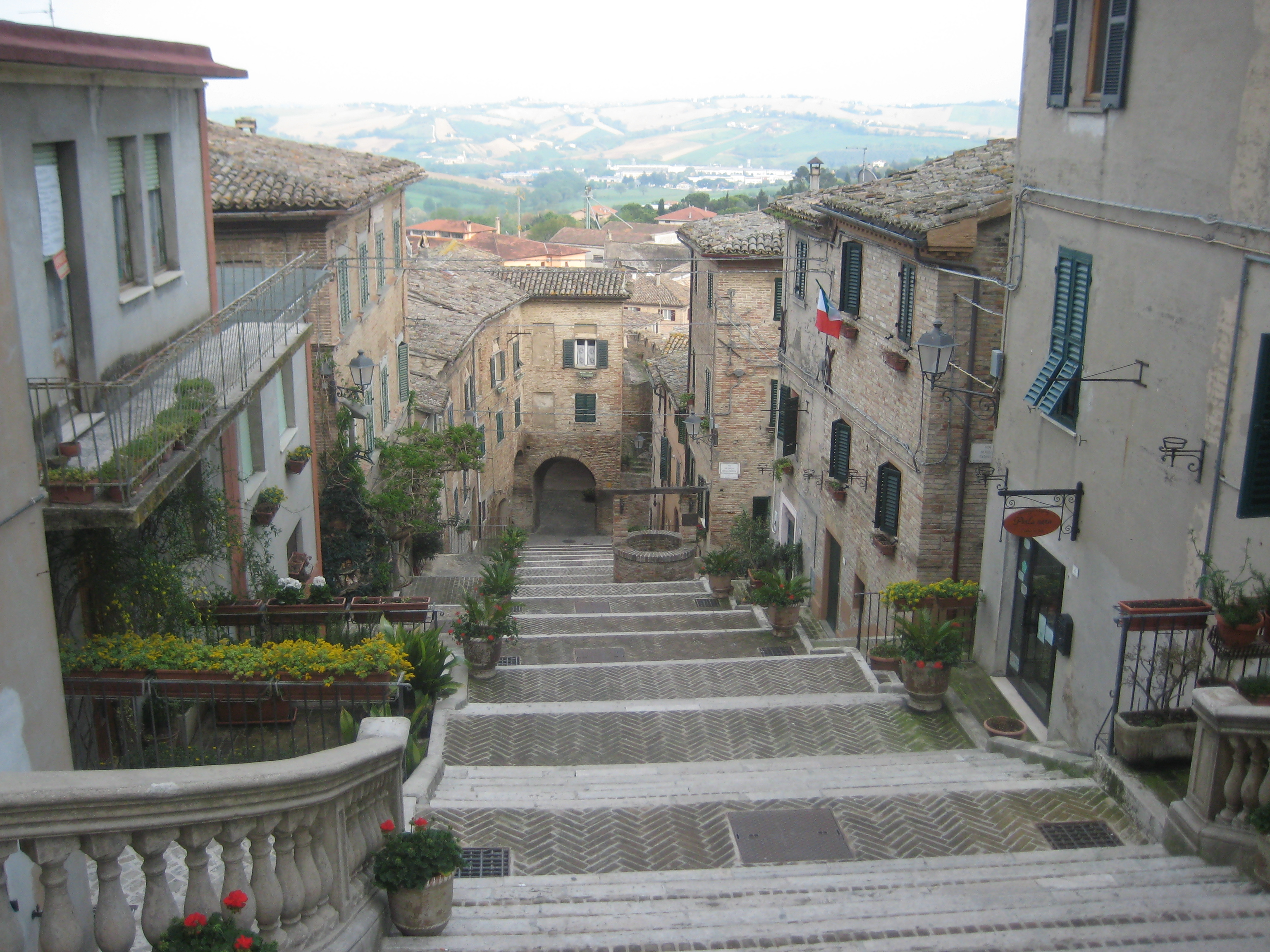
Centrum
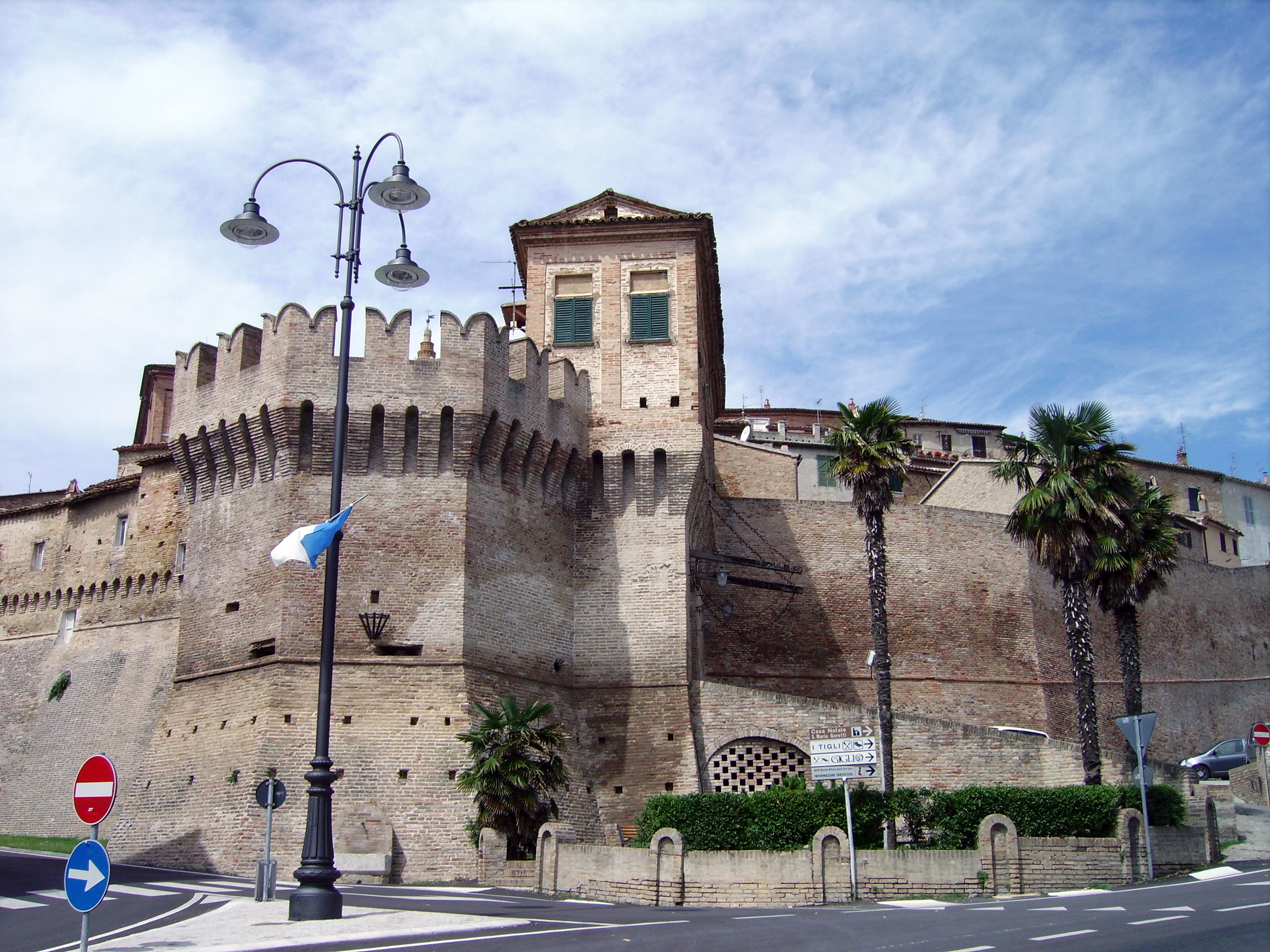
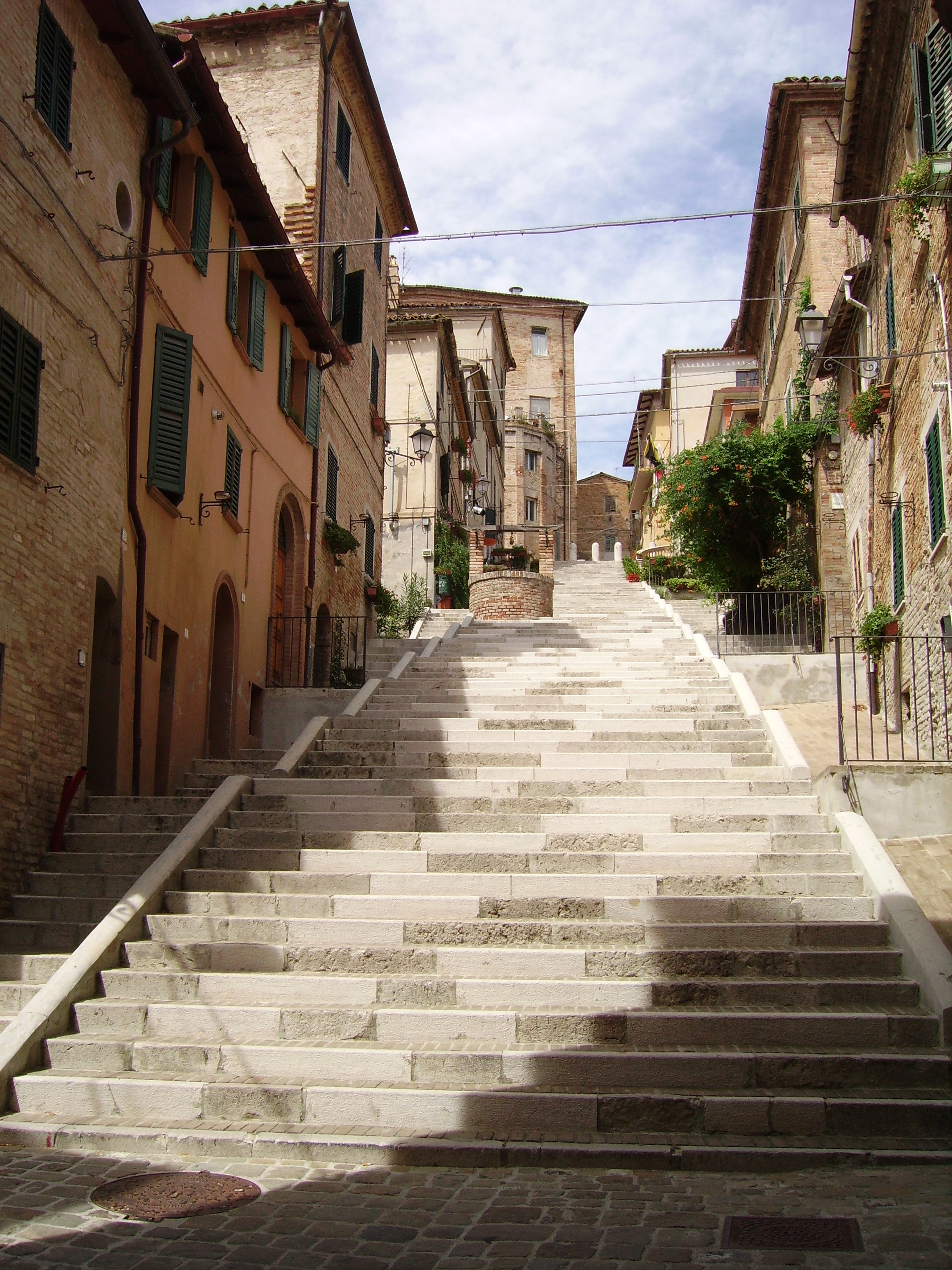
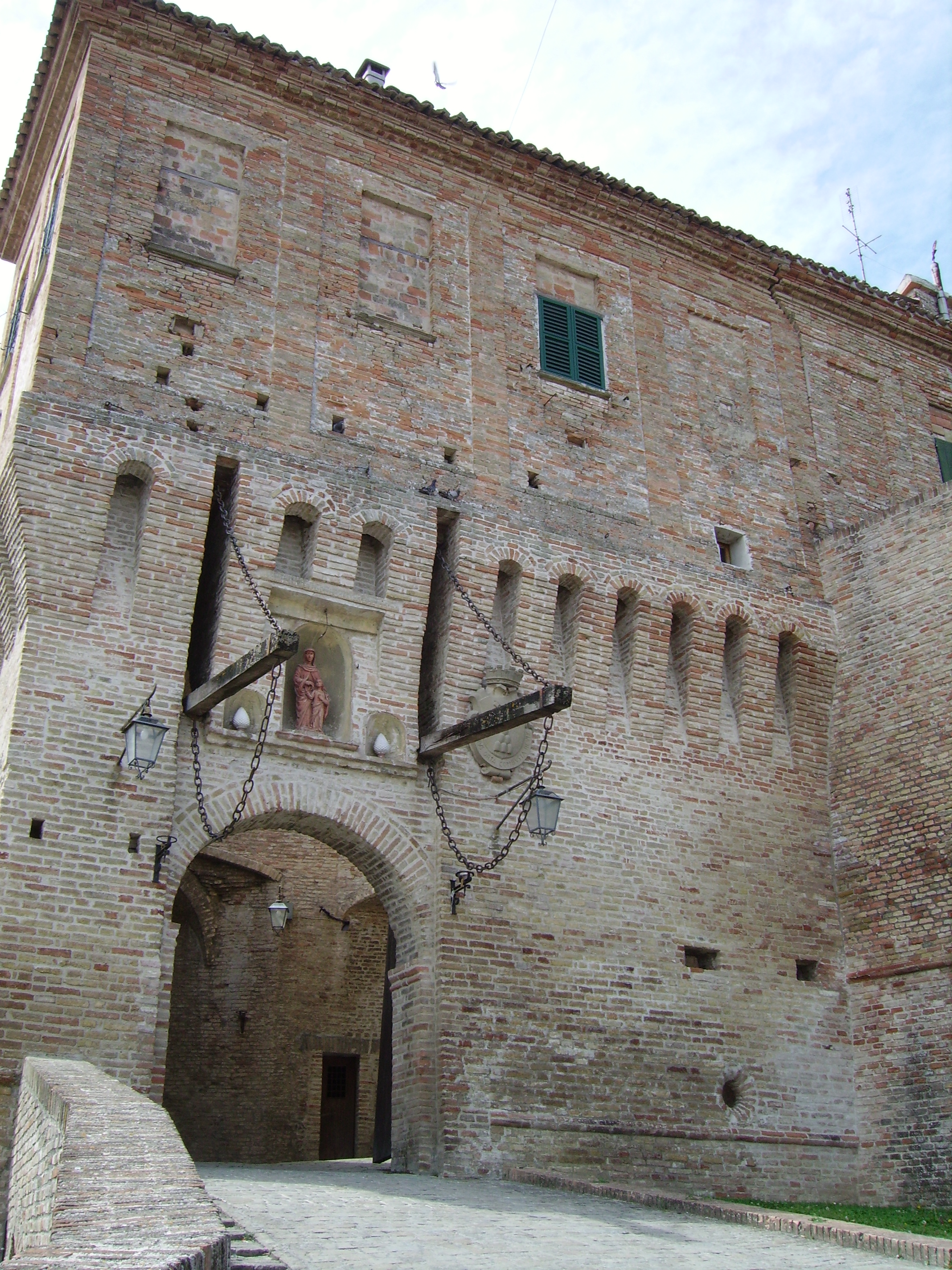
Porta di Sotto

Agugliano · Ancona · Arcevia · Barbara · Belvedere Ostrense · Camerano · Camerata Picena · Castel Colonna · Castelbellino · Castelfidardo · Castelleone di Suasa · Castelplanio · Cerreto d'Esi · Chiaravalle · Corinaldo · Cupramontana · Fabriano · Falconara Marittima · Filottrano · Genga · Jesi · Loreto · Maiolati Spontini · Mergo · Monsano · Monte Roberto · Monte San Vito · Montecarotto · Montemarciano · Monterado · Morro d'Alba · Numana · Offagna · Osimo · Ostra · Ostra Vetere · Poggio San Marcello · Polverigi · Ripe · Rosora · San Marcello · San Paolo di Jesi · Santa Maria Nuova · Sassoferrato · Senigallia · Serra San Quirico · Serra de' Conti · Sirolo · Staffolo
1. ↑  https://demo.istat.it/?l=it.